# Västergötlands runinskrifter 157
Vg 157 är en vikingatida runsten i Storegården, Fröstorp, Hovs socken och Herrljunga kommun. 
Runsten av gråsten är 1,66 m hög, 0,97 m bred och 0,27 m tjock och har närmast rektangulär genomskärningsyta. Runhöjd är 7,5-11 cm. Enligt Västergötlands runinskrifter står förmodligen stenen på sin ursprungliga plats. Ristningsytan är synnerligen slät och jämn. Uppmålad 1989 och 1995.

## Inskriften
Translitterering av runraden:
þurþr · risþi · stin · þesi · eftʀ · futin · faþur · sin · þahn · hrþa · kuþan · uk · eftʀ · esburn · brþur · sin · trk · hrþa · kþan ·
Normalisering till runsvenska:
Þorðr ræisti stæin þennsi æftiʀ Fundin, faður sinn, þegn harða goðan, ok æftiʀ Æsbiorn, broður sinn, dræng harða goðan.
Översättning till nusvenska:
Tord reste denna sten efter Funnen, sin fader, en mycket god tägn, och efter Esbjörn, sin broder, en mycket dugande dräng.
Fundinn är ursprungligen tillnamn till hittebarnet. Att medlemmar i samma familj, fader och son, kallas för tägn och dräng kan hänvisa till vissa karriärmöjligheter för drängar att fortsätta som tegnar.